# 颱風莎莉 (1964年)
超級颱風莎莉 (英語：Typhoon Sally, PAGASA：Aring) 為1964年太平洋颱風季的熱帶氣旋之一。在香港，天文台懸掛七號風球、五號風球及六號風球（即現今之八號東北、西北及西南信號），造成5死56傷4失蹤。

## 概述
一個熱帶低氣壓在9月3日早上於關島東南偏東約1660公里形成，它初時向偏西方向移動，並在當日增強為熱帶風暴，並被命名為莎莉，莎莉其後在9月4日增強為颱風，並在9月6日清早增強為強烈颱風(三級颱風)，到了9月6日下午，莎莉更進一步增強為四级颱風，莎莉的強度在9月7日下午達至巔峰，一分鐘中心平均風力達115節(215km/h)，中心氣壓更低至900HPA，莎莉其後開始緩慢減弱，在9月9日晚上減弱為強烈颱風，總計莎莉保持了3日半超級颱風的強度，與此同時，莎莉亦在9月9日橫過巴林坦海峽，於下午進入南中國海，因此天文台在9月9日，早上11時懸掛一號風球，隨著莎莉在9月10日進入香港附近400公里，天文台9月10日早上2時懸掛三號風球，莎莉進一步抵達香港附近300公里時，天文台在9月10日早上10時30分懸掛七號風球（即現今之八號東北烈風或暴風信號），(根據聯合颱風警報中心資料，莎莉進入南海後，中心氣壓回升至970HPA左右，中心風速約85節)，到了中午時份，莎莉已進入香港附近200公里，隨著風向漸由東北轉為西北，天文台在下午4時40分改掛五號風球（即現今之八號西北烈風或暴風信號），受地形阻擋影響，天文台在此時只吹和緩程度的西北偏北風，到了晚上9時，莎莉已移至香港天文台東北偏東約70公里，隨著風向轉為偏西，地形阻礙頓時消失，天文台在2小時內由清勁程度增至烈風程度，烈風只持續約40分鐘，風力便開始減弱，在午夜前約下午11時，莎莉最接近香港，約在香港東北約60公里掠過，天文台的風力已再次減弱至清勁程度，隨著風向轉為西南，天文台在下午11時30分改掛六號風球（即現今之八號西南烈風或暴風信號），由於莎莉在清晨移至香港160公里外，本地烈風又已經減退，因此天文台在9月11日早上3時20分改掛三號風球，而所有熱帶氣旋警告信號更在早上5時10分除下，莎莉雖然比數日前襲港的露比更強(生成位置比露比更東而且進入南海時沒有登陸呂宋)，但因在南海採取較西北路徑而在香港東面登陸，令香港處於熱帶氣旋的可航半圓內，香港只受烈風影響，沙莉對香港的破壞主要是登陸後引進的西南氣流而產生的暴雨，9月11日上午約6時，筲箕灣聖十字徑村附近生山泥崩瀉，摧毀了兩間屋，共造成8死，2傷的慘劇。

## 外部連結
- . 國立情報學研究所. （英文）